# Jekertoren
De Jekertoren, vroeger ook wel Rondeeltoren of Maaspunttoren genoemd, is een voormalige wal- of muurtoren in de Nederlandse stad Maastricht. De toren was de zuidoostelijke hoektoren van de eerste stadsmuur van Maastricht en is gelegen aan de zuidzijde van de Onze-Lieve-Vrouwewal, waar deze een knik maakt naar het westen. De oorspronkelijke poort dateerde uit de 13e eeuw, maar werd in de loop der eeuwen diverse malen vernieuwd.

## Geschiedenis

### Bouw middeleeuwse stadsmuur en Jekertoren

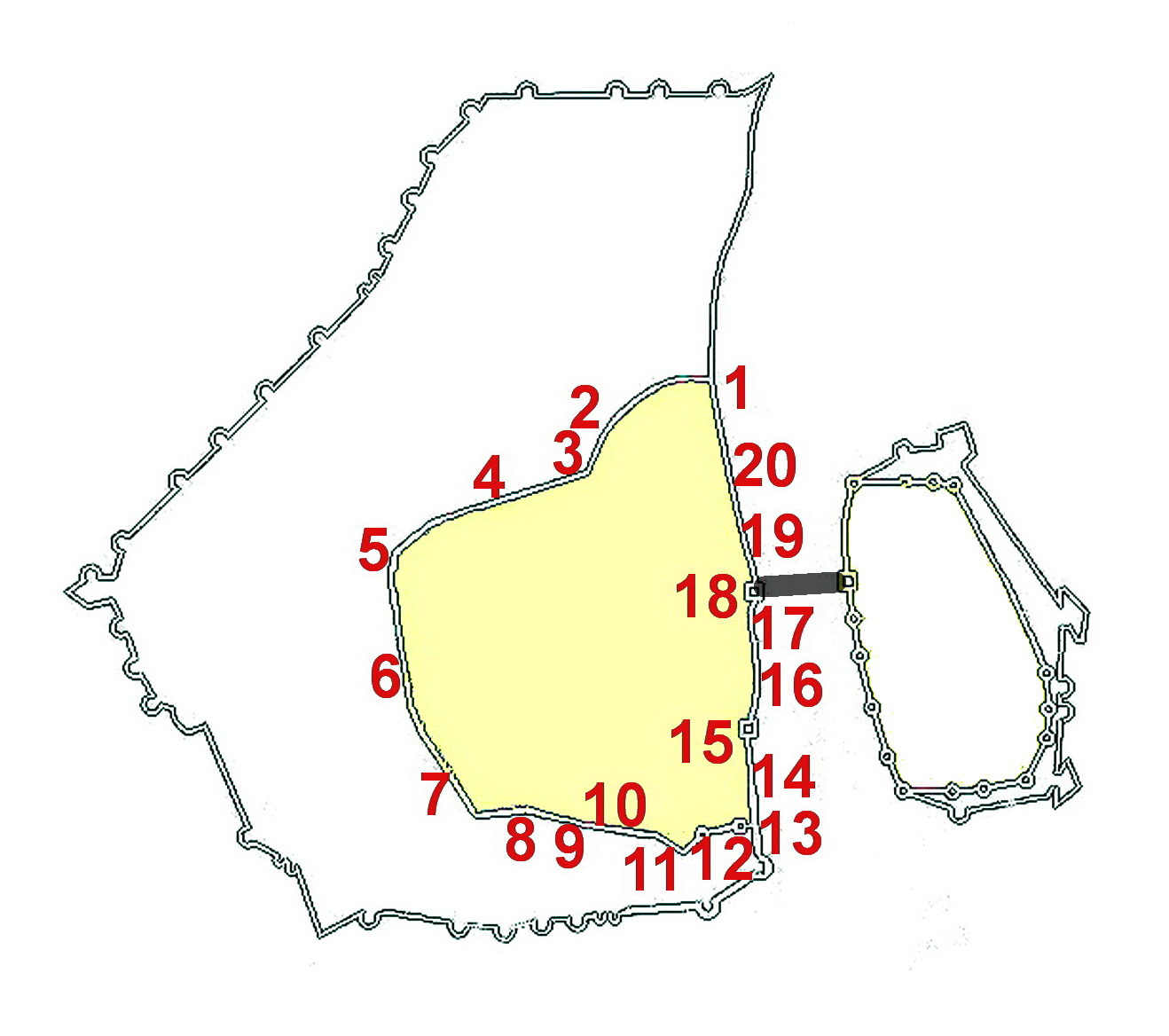
Eerste middeleeuwse stadsmuur met Helpoort (12), Jekertoren (13) en Onze-Lieve-Vrouwewal (14)

Over het precieze bouwjaar van de eerste middeleeuwse stadsomsluiting van Maastricht is geen duidelijkheid. In 1229 gaf de hertog van Brabant toestemming om een stenen muur om de stad te bouwen. Eerder was er al een aarden wal opgeworpen met daarop palissaden, maar deze was door de bisschop van Luik, medeheer van het tweeherige Maastricht, verwoest tijdens het Beleg van Maastricht (1204). De nieuwe muur bestond uit kolenzandsteen, strekte zich uit over een lengte van ongeveer 2,5 kilometer, was 6 à 8 meter hoog en had in totaal elf poorten, acht aan de westzijde van de Maas en drie in Wyck. Van deze stadspoorten is alleen de Helpoort overgebleven.
De Jekertoren of Maaspunttoren vormde bijna drie eeuwen lang het scharnier van de stadsmuren langs de Maas naar de zuidelijke en westelijke stadsommuring. De toren lag vlak bij de Helpoort. De Onze-Lieve-Vrouwewal strekte zich langs de Maas uit van de Maasbrug tot aan de Jekertoren. De kade tussen de wal en de Maas heette hier Het Bat (het Waalse woord voor 'dijk'). Eeuwenlang was dit de belangrijkste loskade in Maastricht. Na het gereedkomen van de tweede middeleeuwse stadsmuur bleef de toren gewoon in gebruik, aangezien er langs de Maas nauwelijks ruimte was voor een verruiming van de enceinte (stadsomsluiting) en ten zuiden van de toren het Luikse territorium van Sint Pieter begon. Doordat de gevechtstechnieken zich voortdurend verder ontwikkelden, was het eind 15e eeuw noodzakelijk de stadsmuren verder te versterken met bolwerken. Vanaf de Jekertoren werd op Sint Pieters gebied een versterkte aarden wal gelegd om de zogenaamde Nieuwstad, die na 1500 werd versteend en versterkt door twee rondelen: Haet ende Nijt (1516) en De Drie Duiven (later De Vijf Koppen). Hierdoor verloor de Jekertoren, die in deze periode meestal werd aangeduid als Rondeeltoren, zijn strategisch belang. Omstreeks 1550 werd de Jekertoren verlaagd en volgestort met aarde, zodat zij als geschutsplatform kon worden gebruikt.

### Aanleg Boompjes, Kanaal Luik-Maastricht en Stadspark

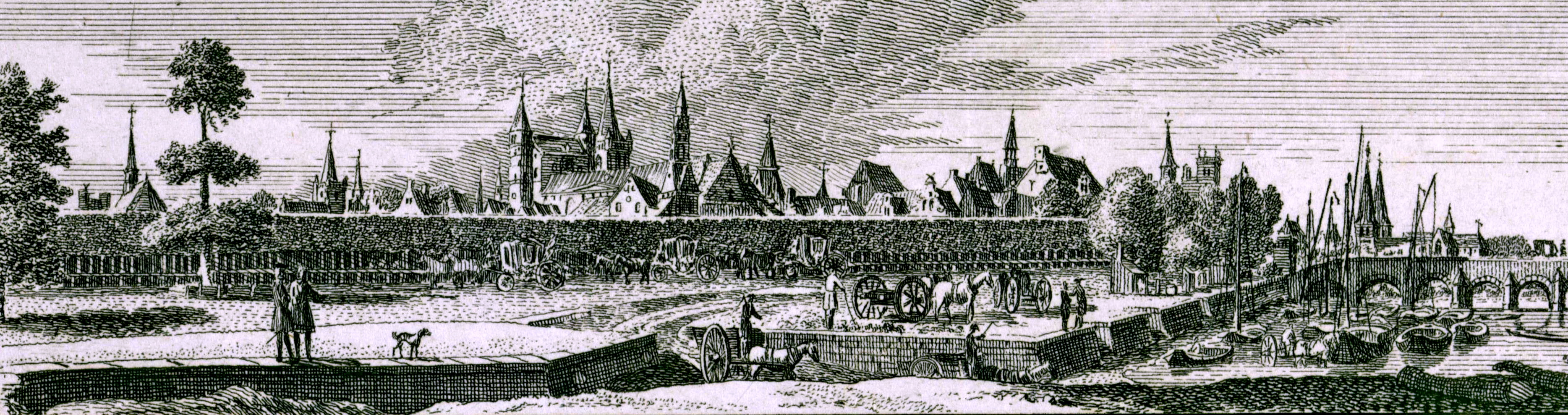
De Boompjes, ets van Hendrik Spilman naar een tekening van Jan de Beijer (1740)

In 1706 werd een deel van Het Bat, tussen de Onze-Lieve-Vrouwepoort en de Jekertoren, beplant met linden. Het gebied stond daarna bekend als De Boompjes of Onder de Boompjes. Zowel op een tekening van Jan de Beijer als op de bekende Maquette van Maastricht zijn de keurig gesnoeide 'boompjes' goed te herkennen. In 1831, tijdens de Blokkade van Maastricht, werden de bomen gerooid en het terrein ingericht als exercitieplaats voor het garnizoen. In 1837, na het opheffen van de blokkade, werd er opnieuw een park aangelegd, deze keer in Engelse landschapsstijl (Ingelsen Hoof).
Door het graven van het Kanaal Luik-Maastricht in 1847-'50 verdween een groot deel van Het Bat en van de Ingelsen Hoof. Het kanaal werd van 1963-'67 gedempt, waarna het vrijgekomen terrein deels werd gebruikt voor de aanleg van de Maasboulevard, deels voor een uitbreiding van het Stadspark.

### Ontmanteling vesting en behoud Jekertoren
Op 29 mei 1867 ondertekende koning Willem III der Nederlanden, na lang aandringen van onder andere de gemeente Maastricht, het besluit tot opheffing van de vestingstatus van Maastricht, Venlo, Bergen op Zoom, Vlissingen en enkele andere vestingen. In de jaren daarna werd de vesting Maastricht in opdracht van het Ministerie van Oorlog ontmanteld, waarna de gronden werden overgedragen aan de Dienst der Registratie en Domeinen voor verdere sloop en herbestemming. De stadspoorten van Maastricht, die onder de zeggenschap van het gemeentebestuur vielen, werden tussen 1867 en 1870 als eerste afgebroken. De afbraak van de stadsmuren ging nog door tot de jaren 1930. De ontmanteling van de vesting Maastricht werd door de meeste tijdgenoten gezien als het begin van een periode van grotere welvaart. Tegen de afbraak van de eeuwenoude stadsomsluiting rees dan ook nauwelijks protest. Bij de start van de afbraak van de Tongersepoort in december 1867 was geen enkele bepaling opgenomen over documentatie en oudheden. Door toedoen van de kunstenaar en oudheidkundige Alexander Schaepkens en de jonge, nog in Leiden studerende Victor de Stuers werd bij de sloopbestekken van de andere poorten bepaald dat gedetailleerde tekeningen en foto's gemaakt moesten worden. De tekenaar Johannes Brabant maakte in opdracht van het Geschied- en Oudheidkundig Genootschap schetsen en de fotograaf Theodor Weijnen foto's van de te slopen vestingwerken.
Door toedoen van De Stuers en anderen werd besloten een deel van de vestingwerken aan de zuidzijde van de stad te behouden. De Jekertoren was na de herinrichting van de omgeving van de Helpoort in 1906-'07 om financiële redenen onvoltooid achtergebleven. De toren was door de gemeente slechts tot op de hoogte van de aansluitende stadsmuur opgetrokken en stomp afgewerkt. In 1911 werd de toren op kosten van De Stuers afgebouwd. Het historiserende ontwerp was van de hand van Willem Sprenger, met wie De Stuers in deze periode veel samenwerkte. De Stuers stelde voor het project een krediet van 1700 gulden beschikbaar. Aan de binnenkant werd een steen ingemetseld met de inscriptie: "Van hier opgebouwd in 1911". Uit deze periode stamt ook de verwarrende naam (Maastrichter) Maaspunttoren. Het muurgedeelte tussen de Jekertoren en de Helpoort, waarvan delen bewaard waren gebleven, werd in 1906 grotendeels gereconstrueerd. Tegelijkertijd werd een laatmiddeleeuwse waterpoort tussen de Jekertoren en De Vijf Koppen gesloopt.

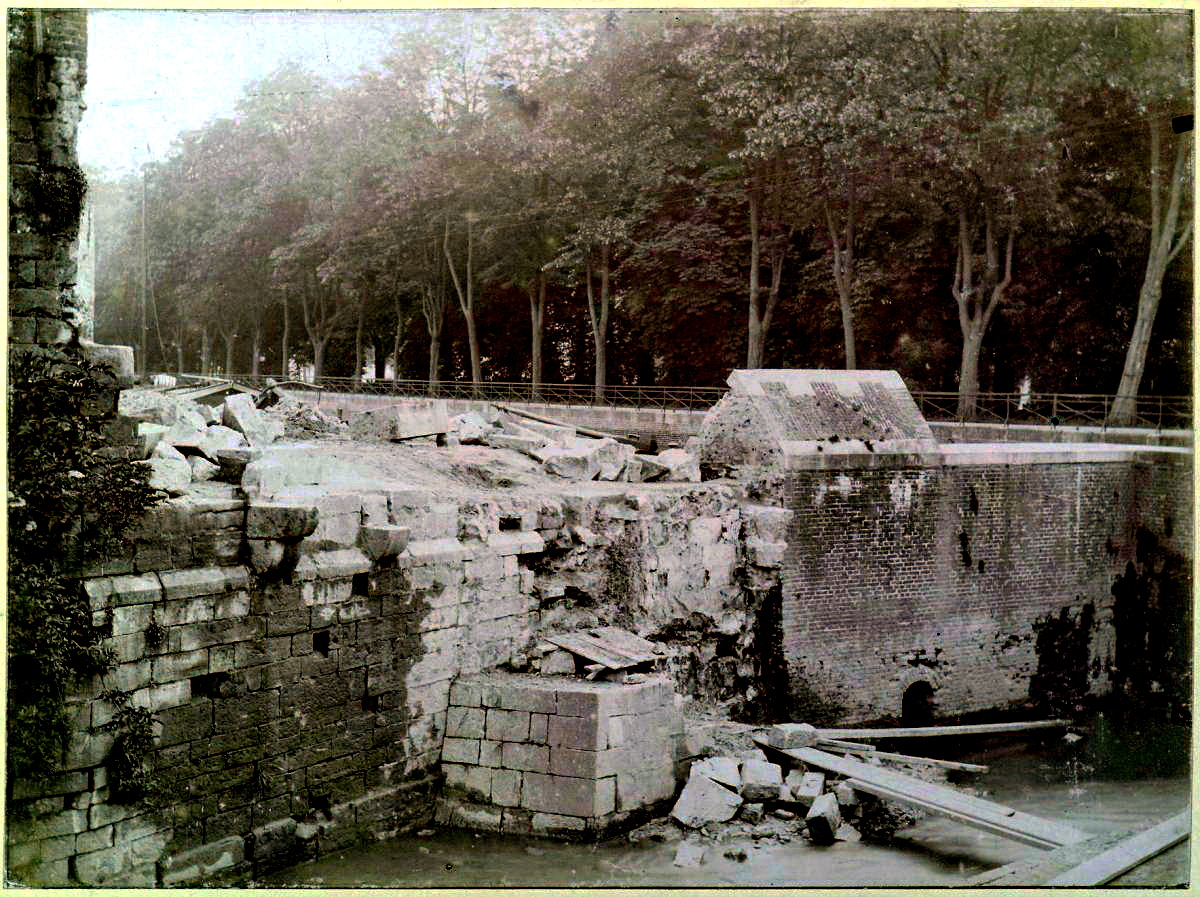
Sloop waterpoort bij Jekertoren, 1906
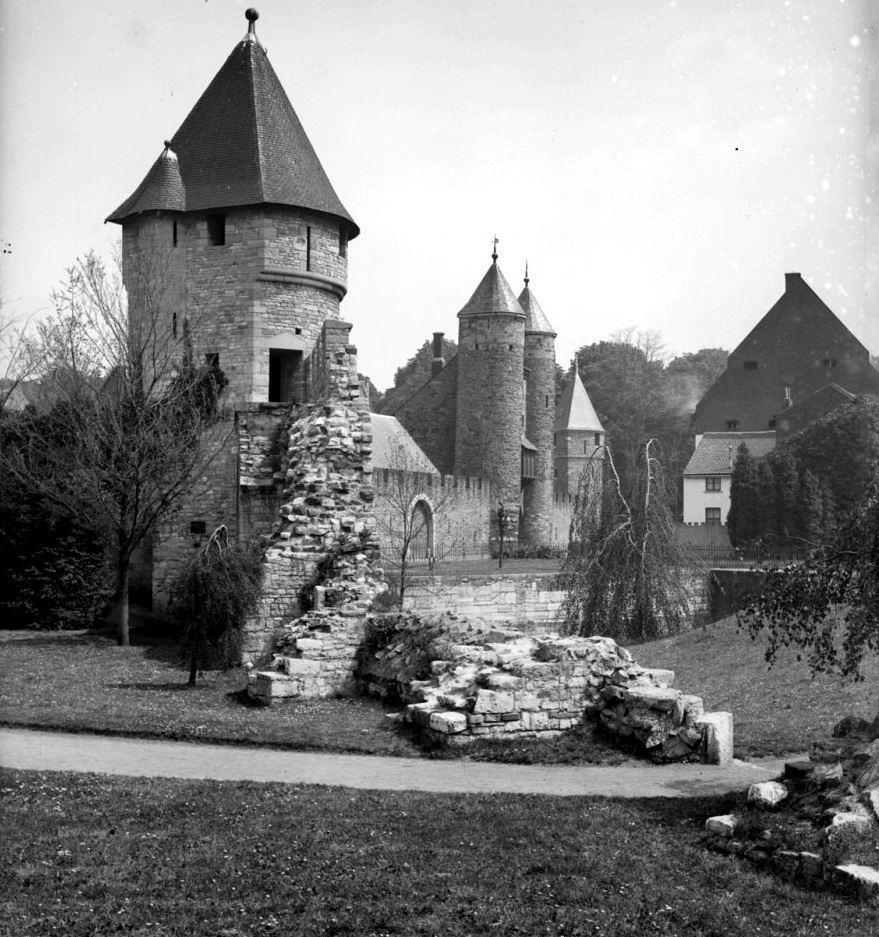
Vier gerestaureerde torens op rij, 1926
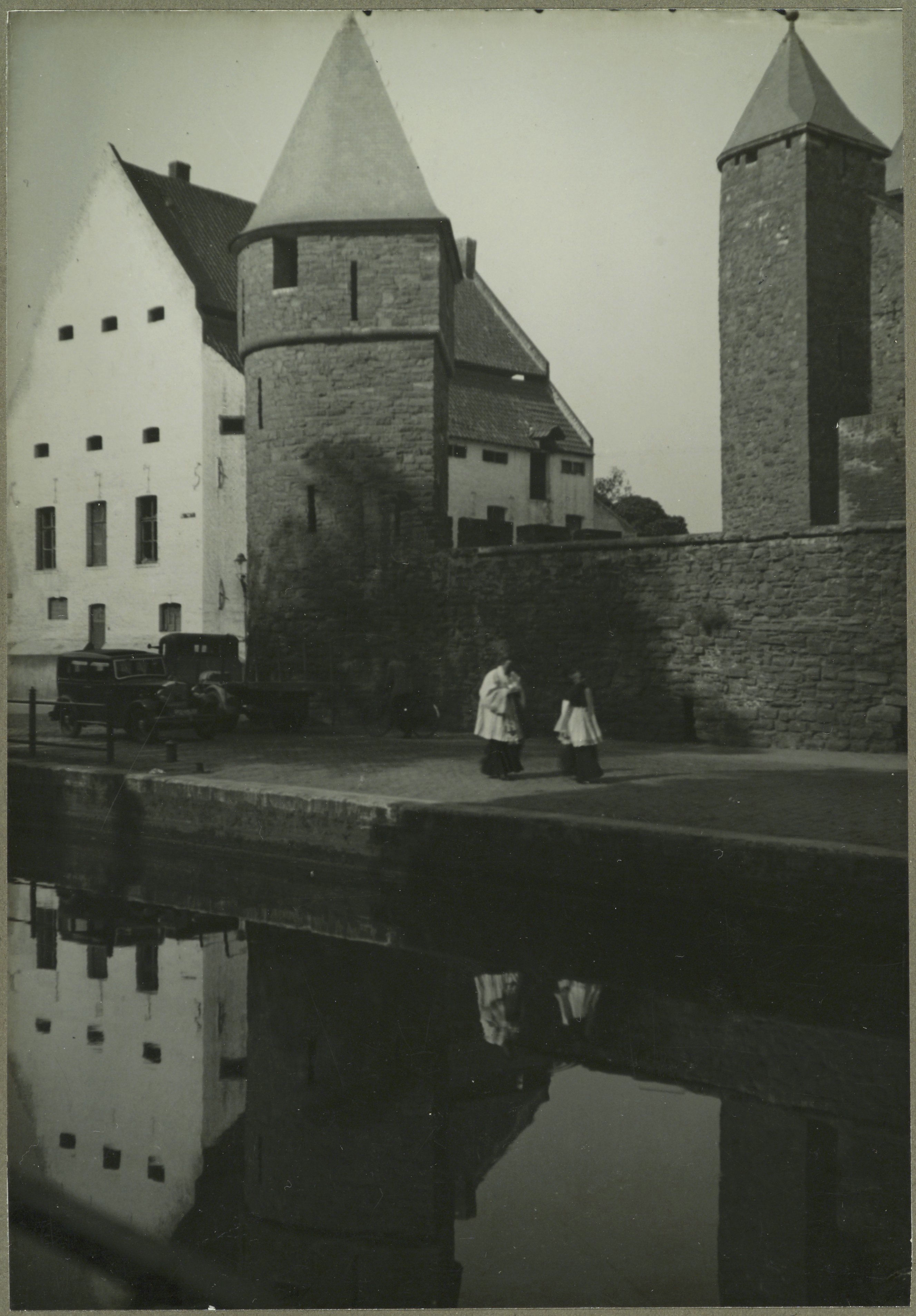
Jekertoren en Kanaal Luik-Maastricht, 1938
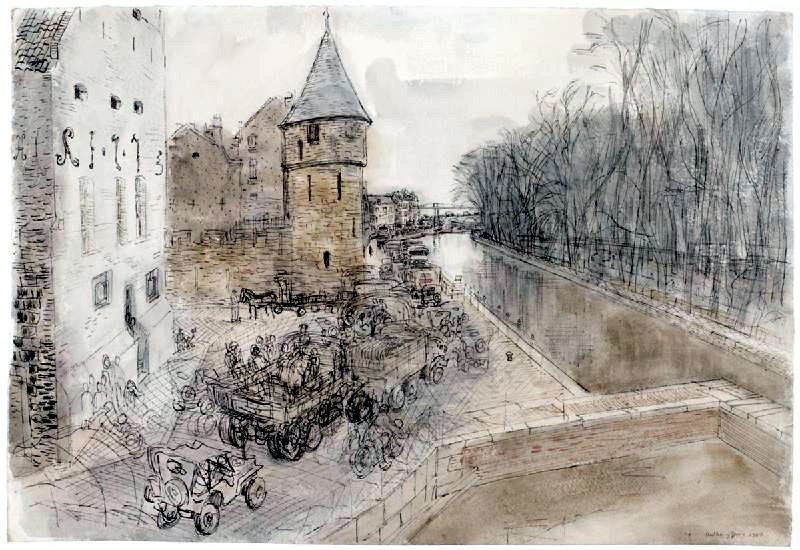
Troepenbeweging nabij de toren, winter 1944-45

## Beschrijving Jekertoren
De Jekertoren, hoewel slechts ten dele middeleeuws, is een belangrijk onderdeel van de middeleeuwse stadsmuren van Maastricht. Door de positionering op de zuidoostelijke hoek van de eerste stadsomsluiting, dicht bij de Maasoever, ligt (en lag) de toren goed in het zicht. Het torenrestant uit het tweede kwart van de 13e eeuw werd in twee fasen (1906, 1911) gerestaureerd en deels herbouwd naar ontwerp van Willem Sprenger. De toren is sinds 1966 een rijksmonument.
De min of meer halfronde toren heeft een U-vormige plattegrond met een grootste middellijn van circa 4 m 60. De hoogte bedraagt ruim 15 m. De muren van kolenzandsteen zijn ongeveer 80 cm dik. Aan de afgeplatte stadszijde bevinden zich twee deuropeningen en twee kleine vensteropeningen met hardstenen omlijstingen of dorpels. De deuropeningen zijn door middel van traliehekken afgesloten. De vensteropeningen zijn raamloos. Aan de veldzijde bevinden zich drie hoog geplaatste vensteropeningen en een tiental schietgaten. Op circa 2 m onder de dakrand is een hardstenen waterlijst aangebracht, waarboven de toren zich iets verbreed. Het aan de stadszijde afgeplatte kegeldak is gedekt met leien en wordt bekroond met een (loden?) spits. In het interieur is een steen ingemetseld met inscriptie: "Van hier opgebouwd in 1911".

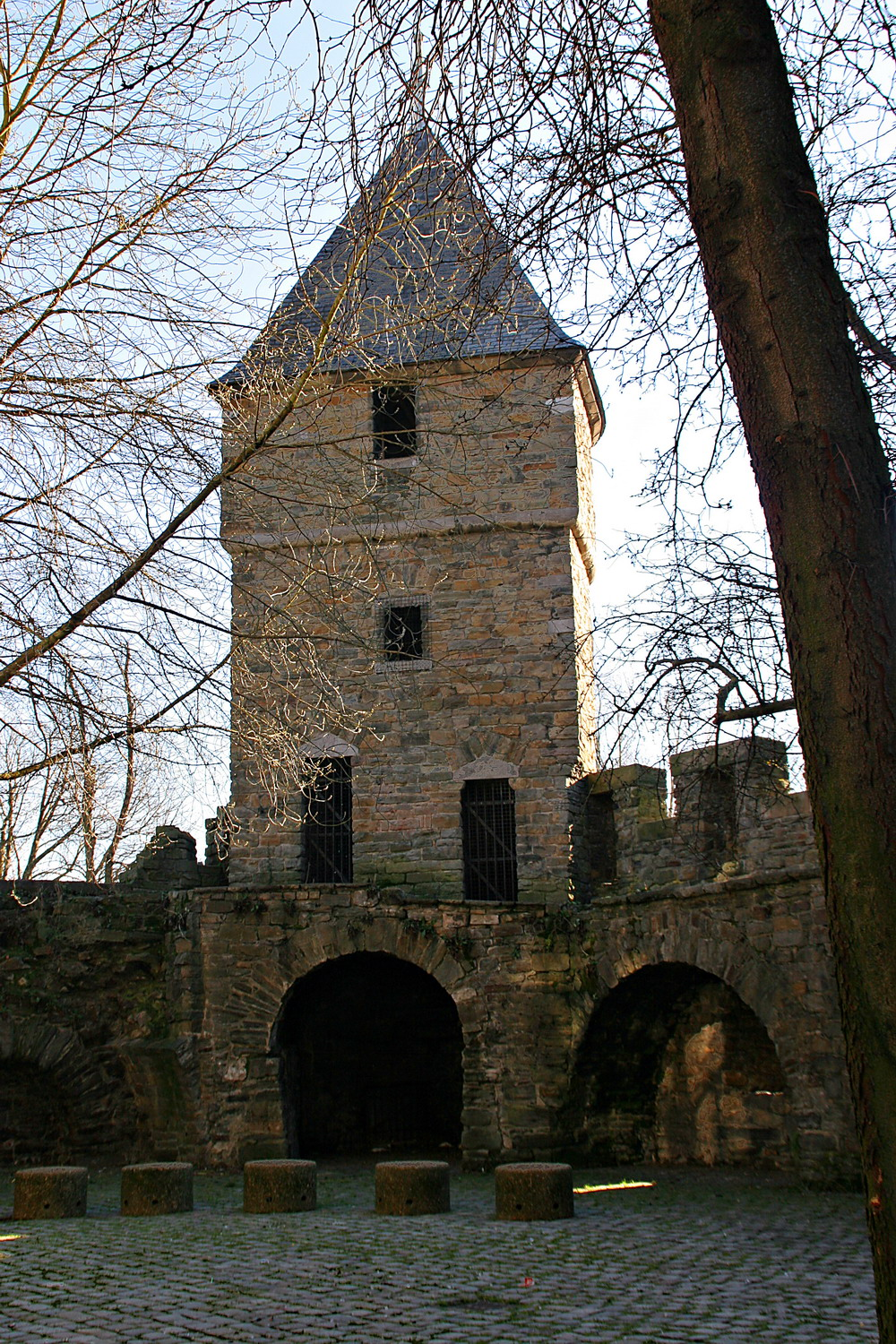
Jekertoren, stadszijde
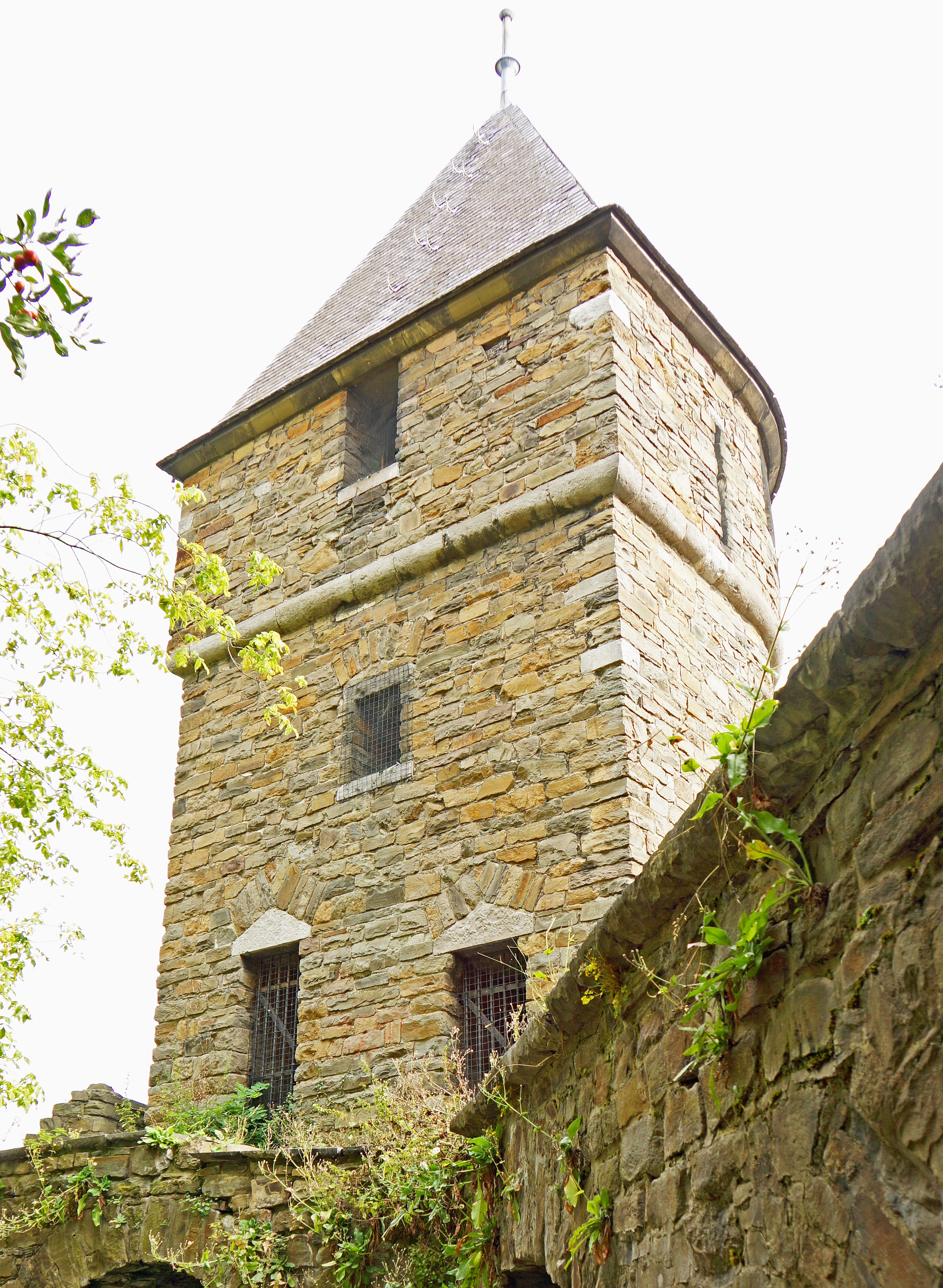
Idem, detail
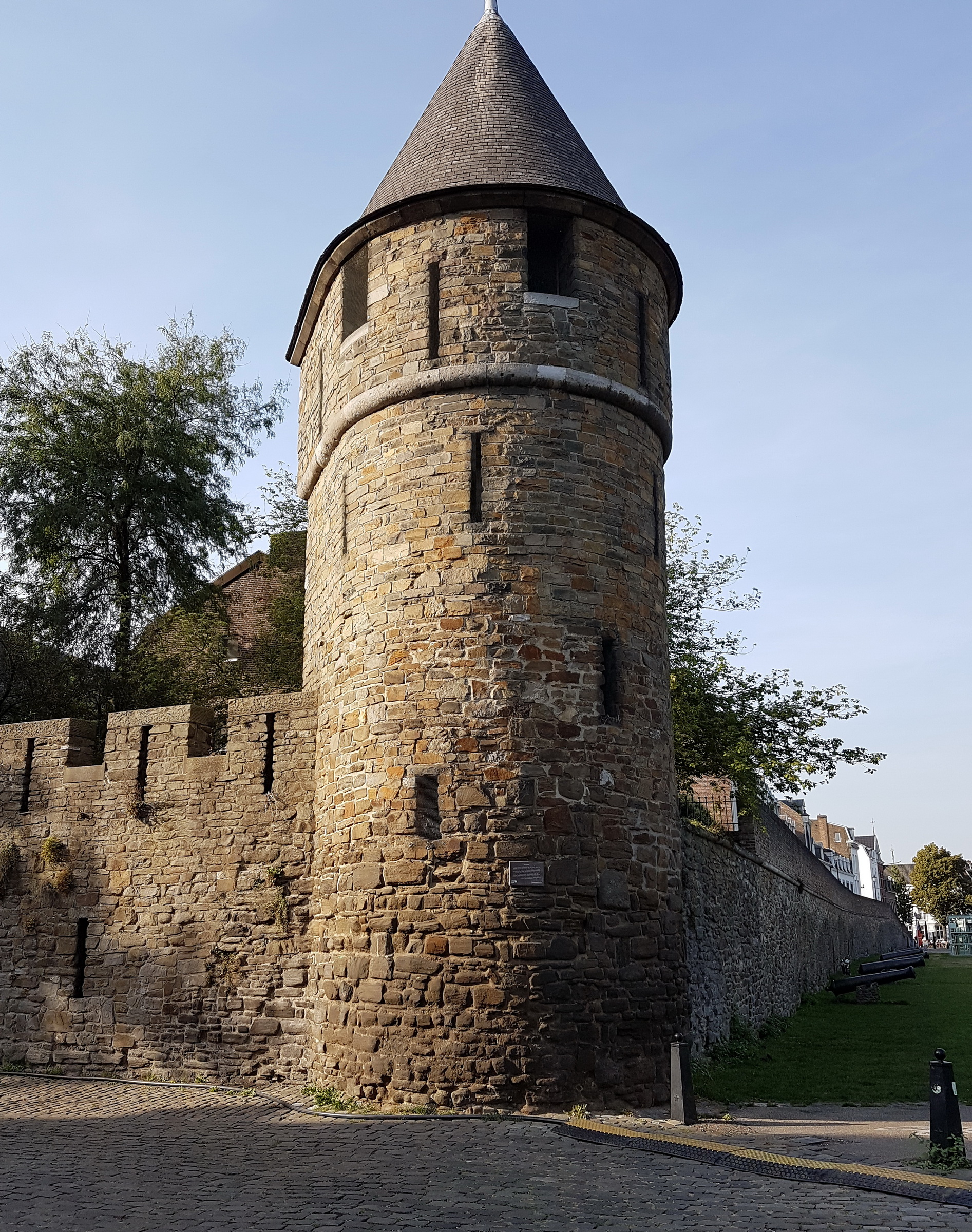
Jekertoren, veldzijde
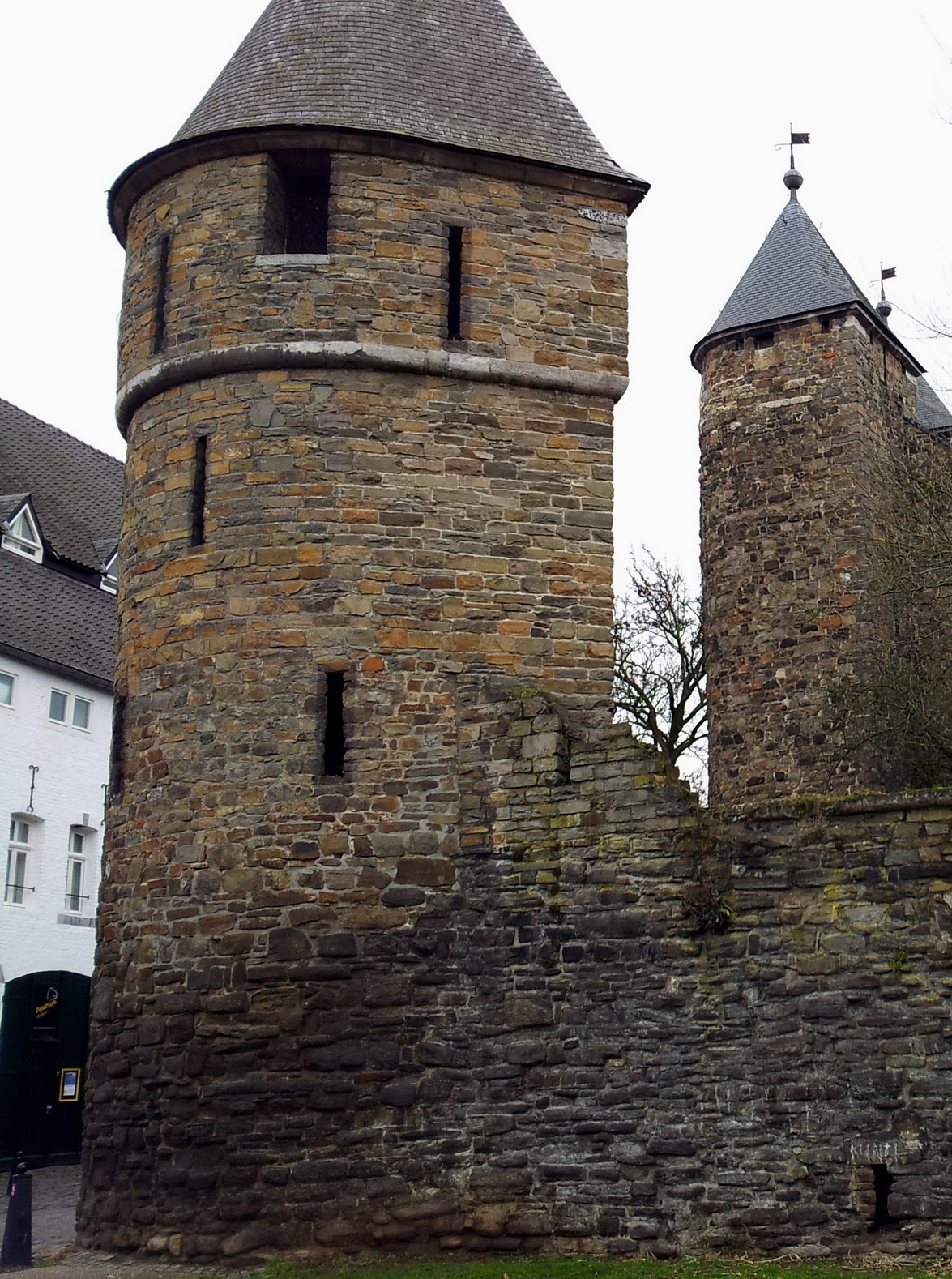
Idem, vanuit het oosten

## Overig erfgoed in de omgeving
Van de eerste middeleeuwse stadsmuur van Maastricht is het gedeelte vanaf Helpoort tot aan de Onze-Lieve-Vrouwewal, met daartussen de Jekertoren, wellicht het bekendste ensemble, hoewel niet het meest authentieke. De poort, de toren en de walmuur, gebouwd van bruine kolenzandsteen, geven een goed beeld van de 13e-eeuwse vestingbouw. In de directe omgeving liggen twee 15e/16e-eeuwse rondelen: Haet ende Nijt en De Vijf Koppen. Hier ligt tevens het Pesthuys, in feite een 18e-eeuwse watermolen op de Jeker, de papiermolen De Ancker. Het rondom de Jekertoren gelegen Stadspark heet hier Kempland, naar de Maastrichtse dichter Pierre Kemp.

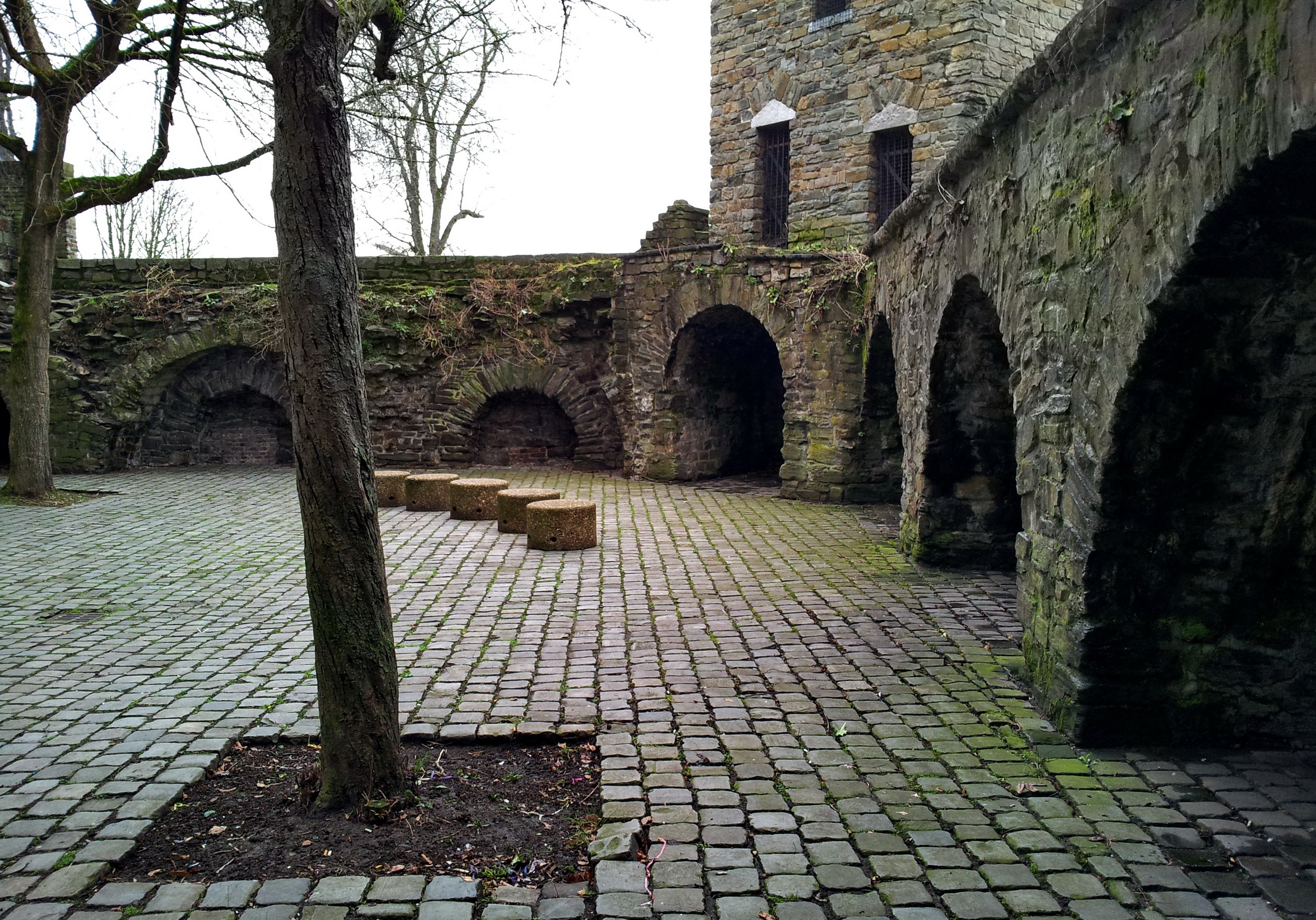
Spaarbogen aan de stadszijde van de muur bij de Jekertoren
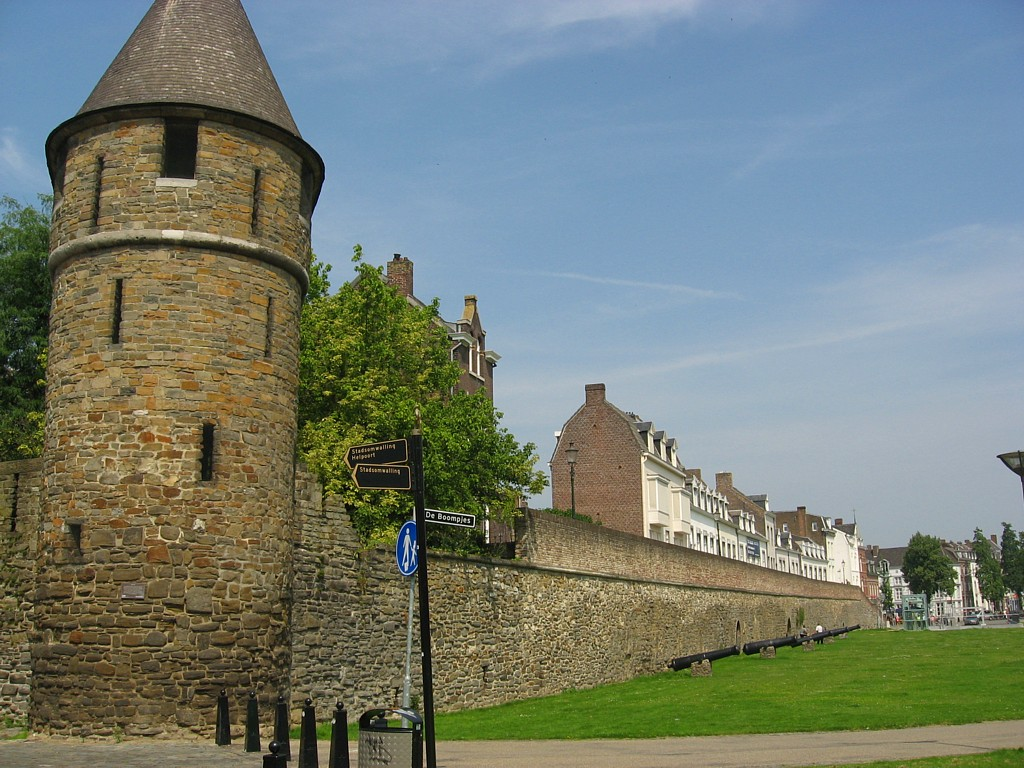
Jekertoren en aansluitende Onze-Lieve-Vrouwewal
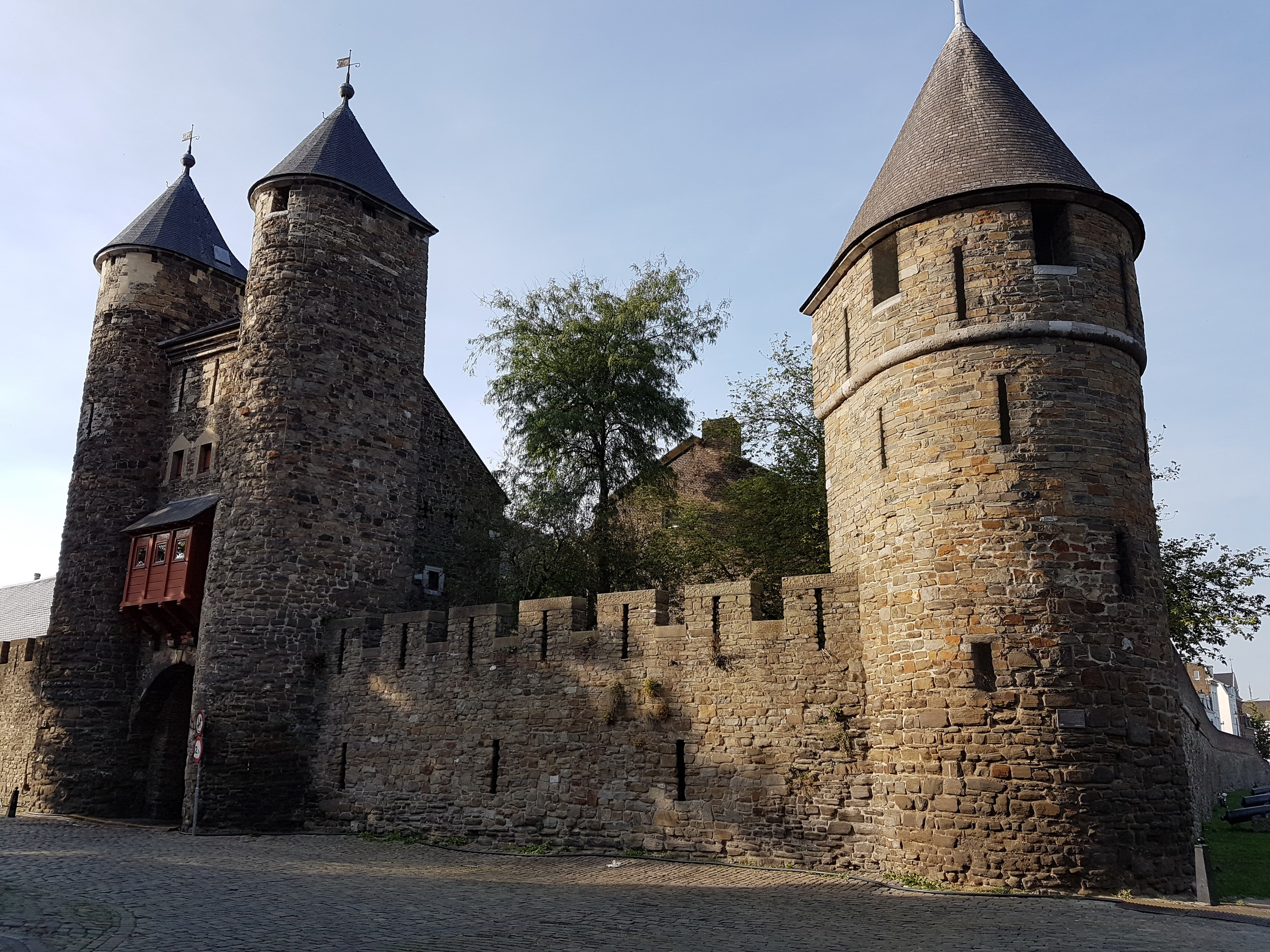
Helpoort (links) en Jekertoren
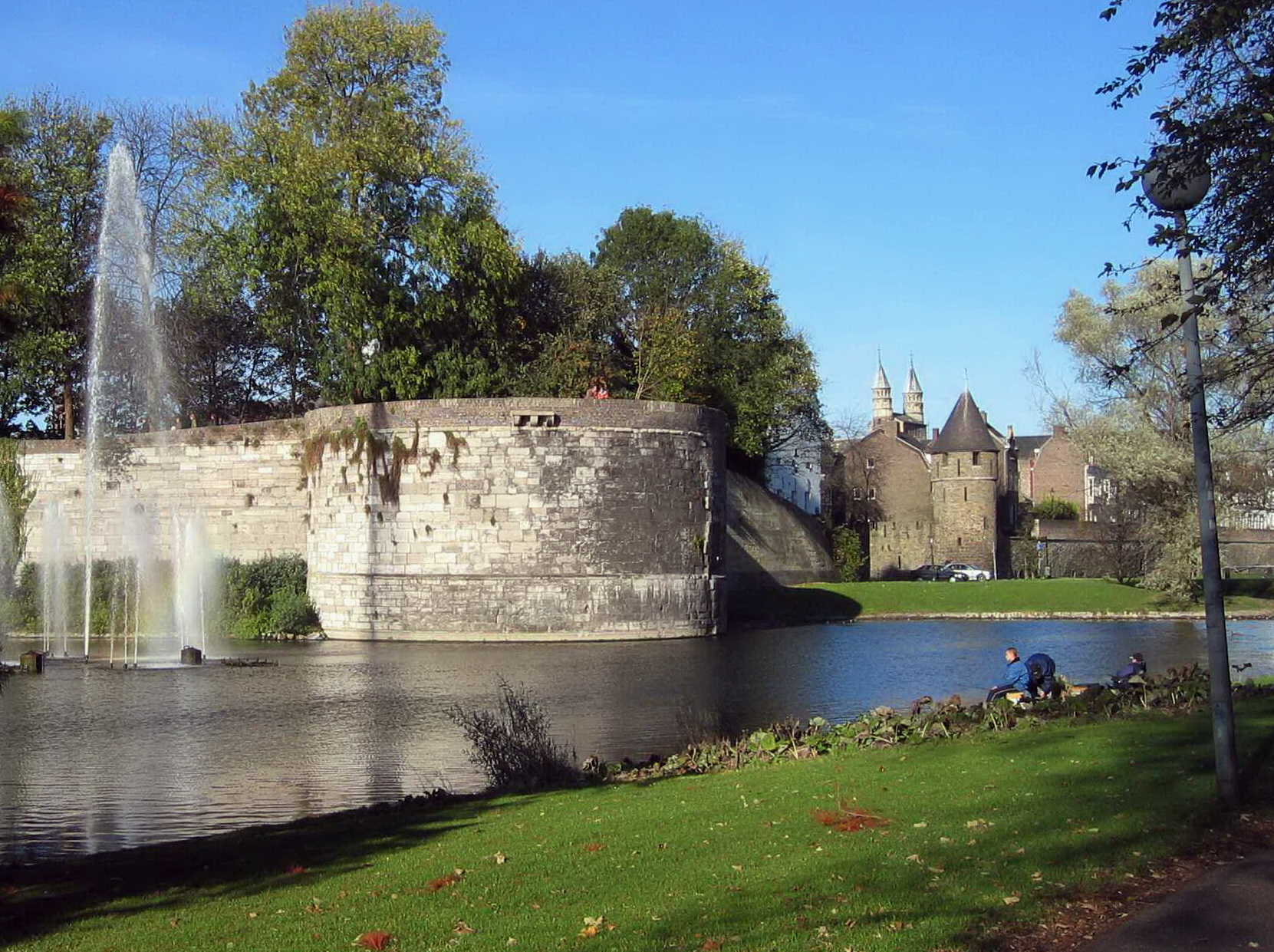
De Vijf Koppen en Jekertoren (op de achtergrond)

1. Jekertoren
2. Onze Lieve Vrouwewal
3. Helpoort
4. Pater Vincktoren
5. De Vijf Koppen
6. Poort Waerachtig

Ten zuiden van de Jekertoren stroomt door het Stadspark de Jeker, waarvan de loop diverse malen is veranderd. Iets ten oosten van de Maasboulevard mondt deze uit in de Maas.